# Herbert Norkus
Herbert Norkus (ur. 26 lipca 1916 w Berlinie, zm. 24 stycznia 1932 tamże) – członek Hitlerjugend, zamordowany przez niemieckich komunistów. Stał się męczennikiem w nazistowskich Niemczech. Jego postać często pojawiała się w nazistowskiej propagandzie.

## Pochodzenie
Urodził się w rodzinie robotniczej w berlińskiej dzielnicy Tiergarten. Jego ojciec był weteranem I wojny światowej, rannym na froncie, wcześnie owdowiałym, który w wyniku kryzysu gospodarczego stracił mały sklepik z artykułami spożywczymi. Był członkiem NSDAP. Młody Norkus dołączył natomiast do Hitlerjugend. Lubił także grać na pianinie i rysować.

## Śmierć
Starcia między Hitlerjugend a komunistycznym Czerwonym Frontem nasilały się i obydwa ugrupowania walczyły o wpływy. 24 stycznia 1932 Herbert Norkus wraz z aktywistami Hitlerjugend roznosili ulotki w robotniczej dzielnicy Moabit, ogłaszające nadchodzące spotkanie nazistów. Grupa została zaatakowana przez oddział młodych komunistów i rozpierzchła się. Napastnicy dogonili Norkusa, który został pchnięty nożem dwa razy. Udało mu się dobiec jednak do pobliskiego domu, lecz właściciel zamknął przed nim drzwi. Norkus dostał się pod drzwi kolejnego budynku, lecz komuniści go złapali. Jednak znów udało mu się oswobodzić. Wzywał pomocy, pukał do drzwi, ale nikt nie odpowiedział. Napastnicy okrążyli go i zadali mu sześć ran nożem.
Udało mu się uwolnić. Kierując się w stronę trzeciego domu zostawił za sobą długi ślad krwi. Drzwi otworzyła Marie Jobs, jej matka podniosła Norkusa, który przewrócił się wcześniej w korytarzu, zostawiając krwawe odciski palców na ścianie, kiedy chciał się podnieść. Kobieta zawiozła go taksówką do najbliższego szpitala w dzielnicy Moabit, gdzie zmarł krótko po przyjeździe.
Mordercy uciekli i nigdy nie poznano ich nazwisk.
Norkus został pochowany na berlińskim cmentarzu Plötzensee. Już sam pogrzeb chłopca zmienił się w wielkie widowisko propagandowe z udziałem czołowych polityków NSDAP (m.in. Josepha Goebbelsa).

## „Hitlerjunge Quex”
Pisarz Karl Aloys Schenzinger uczynił Herberta Norkusa bohaterem popularnej, nazistowskiej książki Der Hitlerjunge Quex (1932). Rok później na jej podstawie został nakręcony film, którego reżyserem był Hans Steinhoff.
Każdy członek Hitlerjugend musiał obowiązkowo przeczytać tę książkę.

## Wyróżnienia
Statek treningowy niemieckiej marynarki Herbert Norkus, został nazwany na jego cześć. W okresie III Rzeszy także wiele szkół, placów, ulic nosiło jego imię.